# Todiramphus winchelli
El alción cuellirrojo (Todiramphus winchelli) es una especie de ave coraciforme de la familia Halcyonidae endémica de Filipinas. Su hábitat natural son las selvas húmedas de tierras bajas.